# Kabinett Ciampi
Das Kabinett Ciampi regierte Italien vom 28. April 1993 bis zum 9. Mai 1994. Davor regierte das Kabinett Amato I, danach in der folgenden 12. Legislaturperiode das Kabinett Berlusconi I. Die Regierung von Ministerpräsident Carlo Azeglio Ciampi wurde von folgenden Parteien im Parlament getragen:
- Democrazia Cristiana (DC)
- Partito Socialista Italiano (PSI)
- Partito Democratico della Sinistra (PDS)
- Partito Socialista Democratico Italiano (PSDI)
- Partito Liberale Italiano (PLI)
- Federazione dei Verdi (FdV)
- Partito Repubblicano Italiano (PRI)
- Alleanza Democratica (AD)

Während des Zusammenbruchs des alten Parteiensystems setzte die Regierung Ciampi die Sanierungsarbeit der Vorgängerregierung fort. Ministerpräsident Ciampi war vor seiner Ernennung Gouverneur der italienischen Zentralbank, 1999 wurde er dann in Anerkennung seiner Leistungen als Regierungschef und späterer Finanzminister zum Staatspräsidenten gewählt.
Kurz nach der Vereidigung des Kabinetts Ciampi traten die Minister der linksdemokratischen PDS und der Grünen zurück. Sie protestierten damit gegen die Haltung des Parlaments, das die Immunität des ehemaligen Ministerpräsidenten Bettino Craxi nicht aufheben wollte. Diese Minister wurden durch parteilose Fachleute ersetzt.

## Minister
| Ministerien                    | Name                                                                         | Partei        |
| ------------------------------ | ---------------------------------------------------------------------------- | ------------- |
| Ministerpräsident              | Carlo Azeglio Ciampi                                                         | parteilos     |
| Äußeres                        | Beniamino Andreatta (bis 19. April 1994) Leopoldo Elia (ab 19. April 1994)   | DC            |
| Inneres                        | Nicola Mancino (bis 19. April 1994) Carlo Azeglio Ciampi (ab 19. April 1994) | DC parteilos  |
| Justiz                         | Giovanni Conso                                                               | parteilos     |
| Verteidigung                   | Fabio Fabbri                                                                 | PSI           |
| Haushalt                       | Luigi Spaventa                                                               | parteilos     |
| Finanzen                       | Vincenzo Visco (bis 4. Mai 1993) Franco Gallo (ab 4. Mai 1993)               | PDS parteilos |
| Schatz                         | Piero Barucci                                                                | DC            |
| Landwirtschaft                 | Alfredo Diana                                                                | DC            |
| Öffentliche Arbeiten           | Francesco Merloni                                                            | DC            |
| Verkehr und Handelsmarine      | Raffaele Costa                                                               | PLI           |
| Industrie                      | Paolo Savona (bis 19. April 1994) Paolo Baratta (ab 19. April 1994)          | parteilos     |
| Außenhandel                    | Paolo Baratta                                                                | parteilos     |
| Post                           | Maurizio Pagani                                                              | PSDI          |
| Gesundheit                     | Mariapia Garavaglia                                                          | DC            |
| Arbeit und Soziales            | Gino Giugni                                                                  | PSI           |
| Kulturgüter                    | Alberto Ronchey                                                              | parteilos     |
| Umwelt                         | Francesco Rutelli (bis 4. Mai 1993) Valdo Spini (ab 4. Mai 1993)             | FdV PSI       |
| Schulen                        | Rosa Russo Iervolino                                                         | DC            |
| Hochschulen und Forschung      | Luigi Berlinguer (bis 4. Mai 1993) Umberto Colombo (ab 4. Mai 1993)          | PDS parteilos |
| Tourismus                      | Carlo Azeglio Ciampi                                                         | parteilos     |
| Minister ohne Geschäftsbereich | Name                                                                         | Partei        |
| Soziales                       | Fernanda Contri                                                              | PSI           |
| Europapolitik                  | Valdo Spini (bis 4. Mai 1993) Livio Paladin (ab 4. Mai 1993)                 | PSI parteilos |
| Verwaltungsreformen            | Sabino Cassese                                                               | parteilos     |
| Beziehungen zum Parlament      | Augusto Barbera (bis 4. Mai 1993) Paolo Barile (ab 4. Mai 1993)              | PDS parteilos |
| Verfassungsreformen            | Leopoldo Elia                                                                | DC            |